# Franck Langolff
Franck Langolff (echte naam: Henri-Alain Langolff) (Fez (Marokko), 1948 - Rouen, 8 september 2006) was een Franse componist, zanger en gitarist.
Langolff werd geboren in Fez (Marokko) en woonde vanaf 1958 in Canteleu. Hij leerde harmonica spelen en later ook elektrische gitaar en basgitaar. In de jaren 1960 was hij bassist in enkele regionale groepen en had een bescheiden succes aan het begin van de jaren 1970 met de groep Mardi sous la Pluie uit Rouen en hun single Descends dans la rue waarvan hij medeauteur was. Hij verhuisde dan naar Parijs en raakte er bevriend met de zanger Renaud, voor wie hij de muziek schrijft bij een aantal nummers. Onder anderen Alain Souchon, Johnny Hallyday, Patricia Kaas, Sylvie Vartan en Yannick Noah namen composities op van Langolff. Hij werkte ook samen met Serge Gainsbourg en bracht zelf een aantal singles uit.
In 1985 schreef hij samen met tekstschrijver Étienne Roda-Gil een album vol (Certitude, haar enige album) voor de jonge actrice Sophie Marceau.
Twee jaar later leverde het duo Joe le taxi af, het nummer dat de carrière lanceerde van Vanessa Paradis en dat naar de top van de hitparade schoot in Frankrijk en in Groot-Brittannië. Langolff schreef veel nummers voor Vanessa Paradis; ook Commando, de single uit de cd Bliss waarmee ze na een lange afwezigheid in 2000 weer opdook in de platenwinkels, is van zijn hand (de tekst was van Didier Golemanas).
Hij overleed in 2006 aan de gevolgen van longkanker.
In 2010 verscheen de cd van het multimedia-project Dr. Tom ou la liberté en cavale, waarvan alle nummers (op een na, waarvoor zijn zoon Norman mee instond) geschreven zijn door Franck Langolff op tekst van Sylvie Arditi. Ze werden uitgevoerd door Alain Souchon, Yannick Noah, Renaud, Vanessa Paradis, Thomas Dutronc, Natalie Dessay en anderen.